# Adolfo Celi, un uomo per due culture
Adolfo Celi, un uomo per due culture è un film documentario del 2006, diretto da Leonardo Celi.

## Storia
L'opera è un documentario biografico sull'attore di cinema e teatro Adolfo Celi, teso a ricostruire l'influenza che ebbe sia in Italia sia in Brasile, i due Paesi in cui visse e operò, con le testimonianze di Tônia Carrero (sua prima moglie), Veronica Lazar (sua terza moglie), Alessandra Celi (sua figlia), Cecil Thiré (suo figliastro), Ennio Morricone, Mario Monicelli, Fernanda Montenegro, Nydia Licia e tanti altri.
Regista e produttore è Leonardo Celi, figlio dell'attore, per la società Celifilm in collaborazione con Sky Cinema e Canal Brasil. Il documentario è stato presentato alla Mostra Internacional de Cinema de São Paulo.